# Erik Bryggman

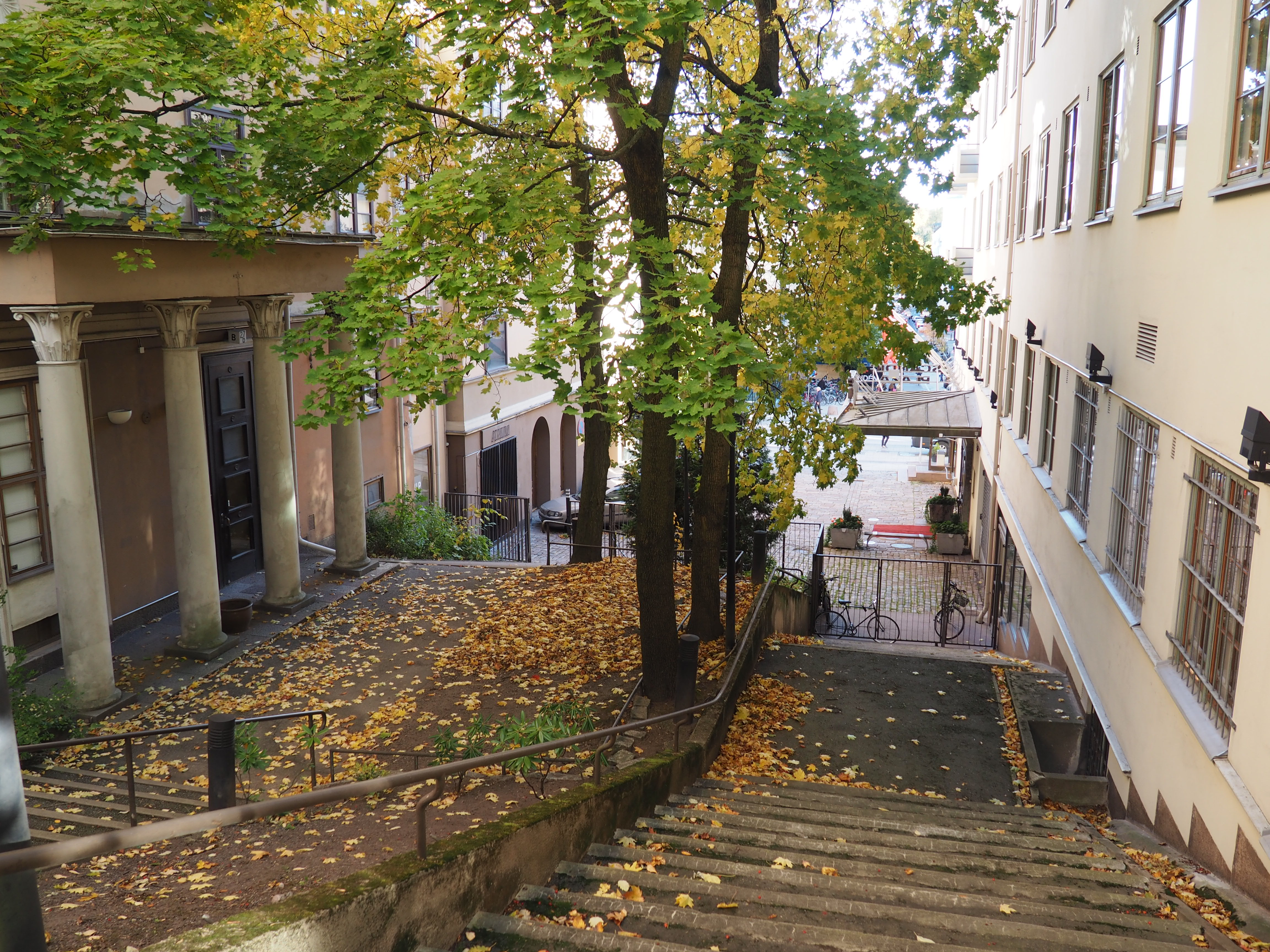
(izquierda) Edificio de apartamentos Atrium (1927); (derecha) Hospits Betel Hotel (1929), Turku.

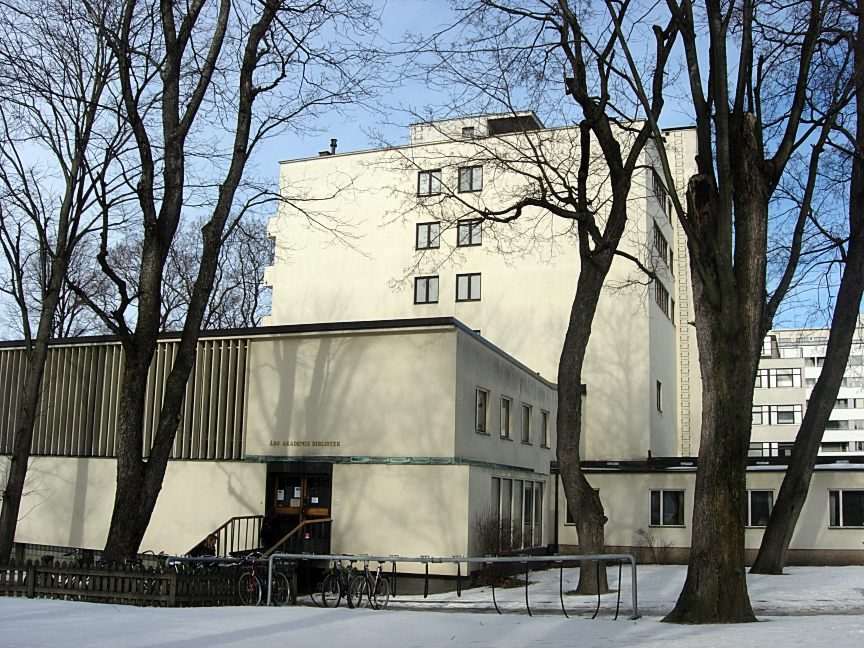
Biblioteca de la Universidad de Åbo Akademi, Turku (1935)

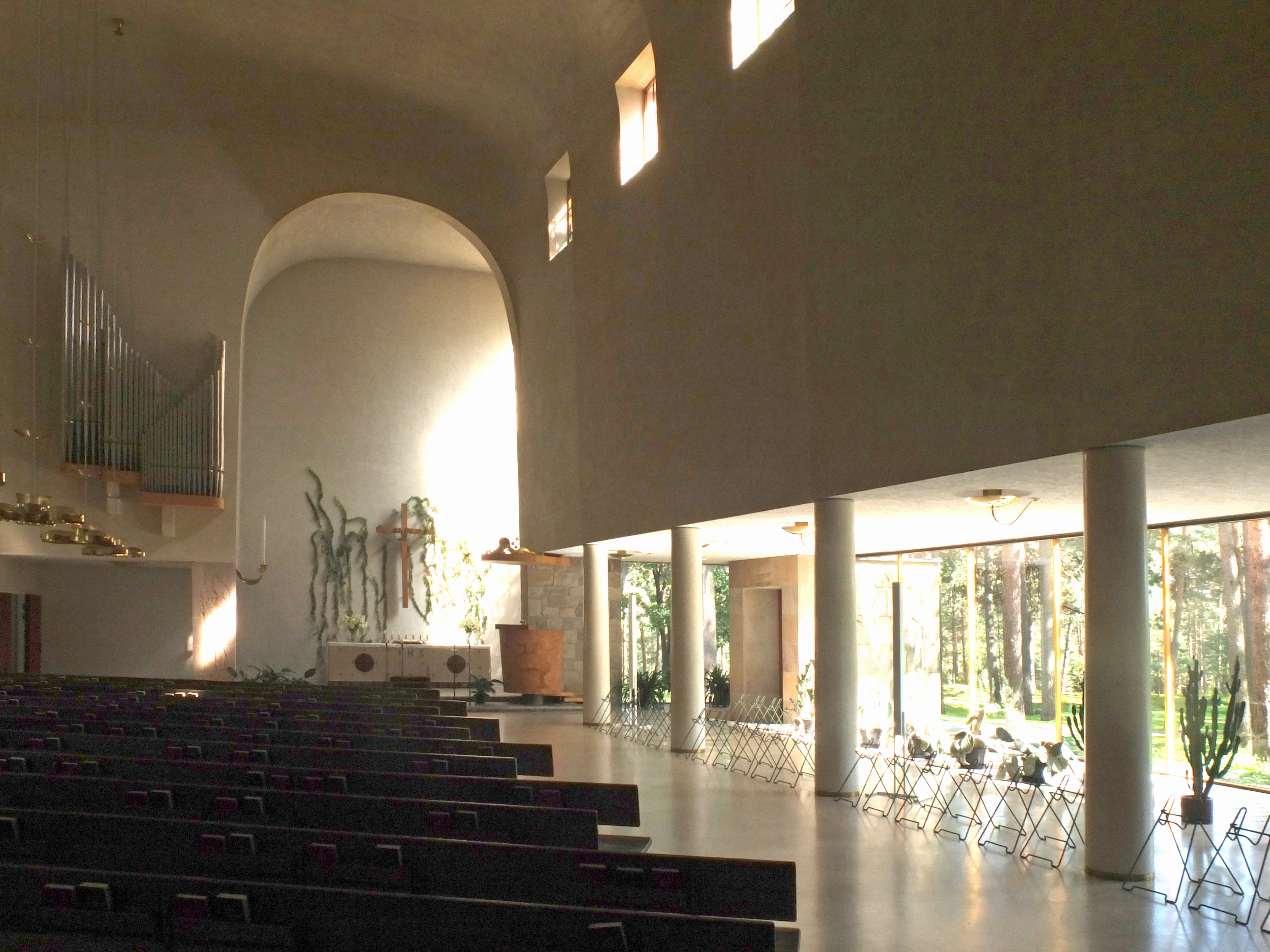
Capilla de la Resurrección, Turku (1941)

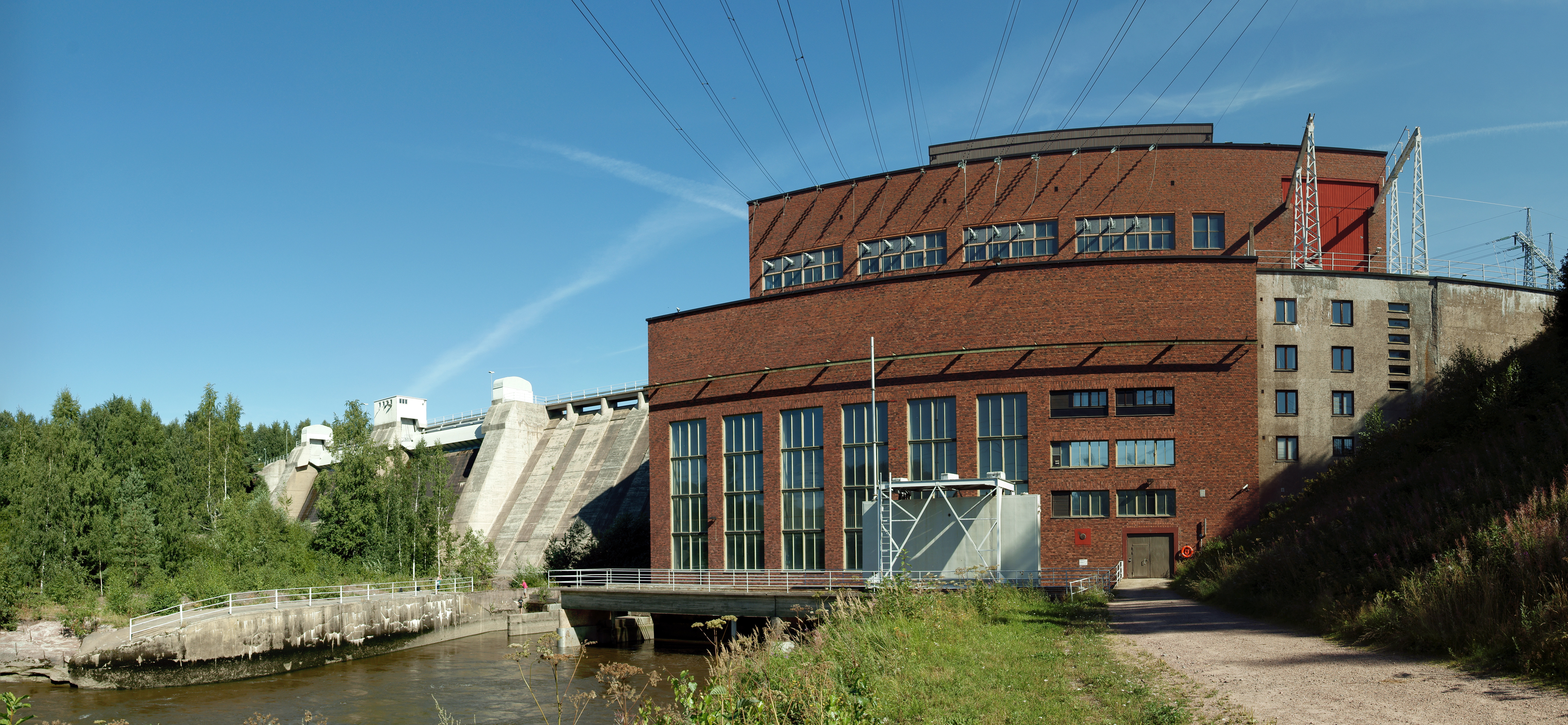
Central eléctrica de Harjavalta (1939)

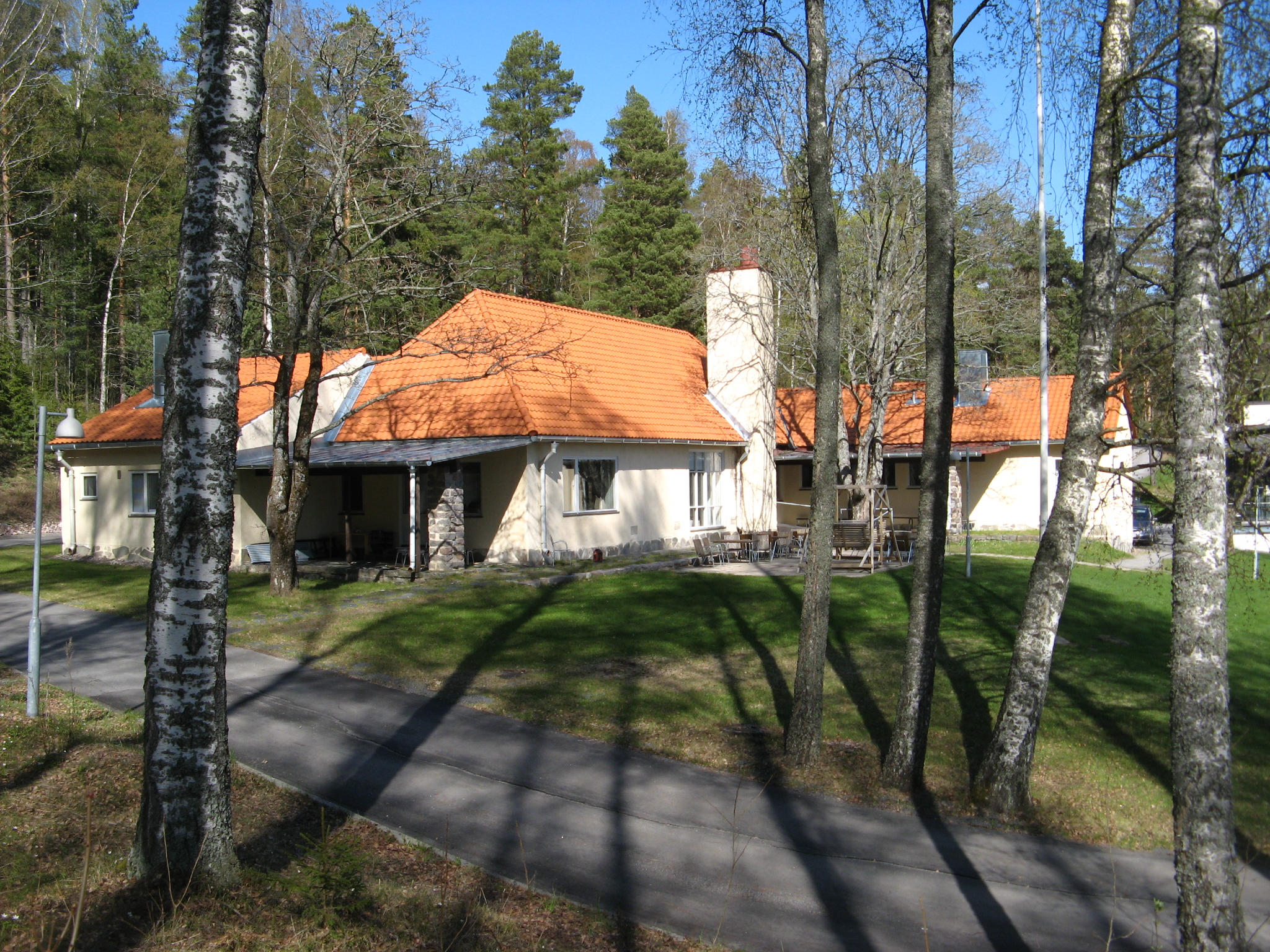
Villa Staffans, Kakskerta (1946)

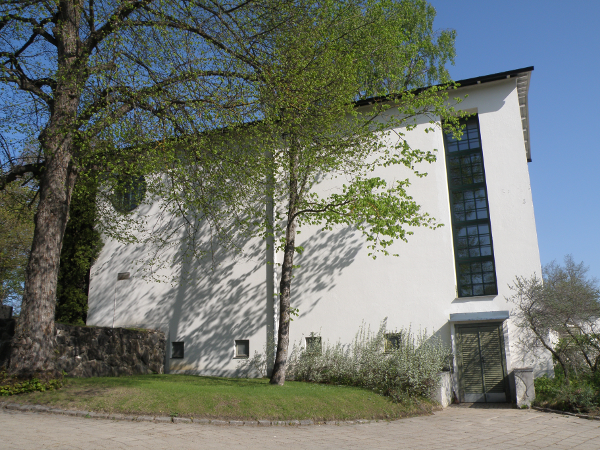
Capilla funeraria de Parainen (1930)

Erik Bryggman nació el 7 de febrero de 1891 en Turku y falleció el 21 de diciembre de 1955 en la misma ciudad. Fue el menor de los cinco hijos de Johan Ulrik Bryggman (1838-1911) y Wendla Gustava Bryggman (de soltera Nordström) (1852-1903). Comenzó sus estudios de arquitectura en la Universidad Tecnológica de Helsinki en 1910 y obtuvo el título de arquitecto en 1916. En 1914, junto con su compañero de estudios Hilding Ekelund, realizó un viaje de estudios a Dinamarca y Suecia. En 1920 viajó a Italia, donde se inspiró más en la arquitectura vernácula local que en las obras clásicas o barrocas. Trabajó en Helsinki para varios arquitectos, como Sigurd Frosterus, Armas Lindgren, Otto-Iivari Meurman y Valter Jung, antes de abrir su propio despacho en Turku en 1923. La arquitectura de Bryggman destaca por su combinación de características nórdicas, clásicas y modernistas.
Bryggman se casó con Agda Grönberg (1890-1960), una enfermera de Turku, en 1917. Su primer hijo murió. Su segundo hijo, Carin Bryggman (1920-1993), siguió los pasos de su padre, convirtiéndose en una conocida diseñadora y completando varias de sus obras tras su muerte en 1955. También tuvieron un tercer hijo, Johan Ulric Bryggman (1925-1994).

## Carrera
Bryggman saltó a la fama en Finlandia a principios de la década de 1920 con sus casas diseñadas en estilo clasicista nórdico. Entre sus obras más destacadas de esa época se encuentran las del centro de Turku, en particular el Hotel Seurahuone (1927-28), el edificio de apartamentos Atrium (1925-27) e inmediatamente enfrente el Hotel Hospits Betel (1926-29), entre los que Bryggman diseñó un tramo de escaleras y una plaza de pequeñas dimensiones pero monumental. El proyecto del Hotel Hospits Betel es también notable por marcar la transición de Bryggman del clasicismo nórdico al modernismo, ya que a mitad del proyecto eliminó la decoración clásica y añadió un campanario modernista distintivo adosado a una iglesia existente que formaba parte del encargo. 
En 1927, Bryggman empezó a colaborar con el arquitecto Alvar Aalto, y juntos se convirtieron en pioneros de la arquitectura modernista en Finlandia. Su proyecto conjunto más conocido es el diseño de la Feria de Turku de 1929; a menudo se dice que anticipó el modernismo puro de la Exposición de Estocolmo de 1930; pero en realidad, la Feria de Turku era de una escala mucho menor que la de Estocolmo -los principales arquitectos de la misma fueron Gunnar Asplund y Sigurd Lewerentz- y Aalto y Bryggman visitaron la cercana Estocolmo (Suecia) durante las fases de planificación y construcción y se inspiraron en ella. La influencia de la arquitectura constructivista rusa tanto en la feria de Estocolmo como en la de Turku ha sido señalada por los historiadores con su celebración de la estructura, así como de la tipografía y el "mobiliario urbano". 
Cuando Aalto se trasladó a Helsinki en 1935, Bryggman siguió ejerciendo por su cuenta, aunque nunca alcanzó la fama de Aalto. Sus dos obras individuales más famosas son la ampliación de la biblioteca de la Universidad de Åbo Akademi, en Turku (1935), diseñada en un estilo funcionalista más estricto, y la Capilla de la Resurrección (1941, terminada en tiempos de guerra) en el cementerio de Turku, que representa una síntesis madura de la arquitectura de Bryggman, que avanza hacia formas orgánicas y crea un diálogo con el paisaje circundante. Basándose en el diseño de la Capilla de la Resurrección, Bryggman recibió el encargo de diseñar, después de la guerra, numerosos monumentos conmemorativos y capillas de cementerios, entre los que destacan las capillas de Lappeenranta, Lohja y Honkanummi, en Vantaa.
Bryggman también fue responsable de la restauración del castillo medieval de Turku desde 1939 hasta su muerte (el trabajo lo continuaron su ayudante Olli Kestilä y la propia hija de Bryggman, la diseñadora de interiores Carin Bryggman). Además de la cuidadosa restauración, e incluso reconstrucción, de algunas partes del castillo en mal estado, Bryggman insertó varios espacios con un marcado estilo modernista. 
Además de varios edificios públicos (cementerios, hospitales, un estadio, un instituto deportivo, escuelas, una central eléctrica), Bryggman también diseñó varias villas privadas y casas de verano para clientes adinerados de la región del archipiélago de Turku. La única obra conocida de Bryggman fuera de Finlandia fue el pabellón finlandés en la Exposición Universal de Amberes (Bélgica, 1929-30), que recibió el Gran Premio de la Exposición. 

## Obras clave de Erik Bryggman
- Edificio de apartamentos en el 9 de Brahenkatu, Turku (1923-24)
- Edificio de apartamentos Atrium, Turku (1925-27)
- Cine Olympia, Turku (1926)
- Hotel Hospits Betel, Turku (1926-29)
- Hotel Seurahuone, Turku (1927-28)
- Villa Solin, Turku (1927-29)
- Feria de Turku (1929), con Alvar Aalto
- Pabellón de Finlandia, Exposición Universal de Amberes, Bélgica (1929-30)
- Capilla del cementerio de Parainen (1930)
- Biblioteca de la Universidad de Åbo Akademi, Turku (1934-35)
- Edificio de la Unión de Estudiantes de Kåren Turku (1935-36)
- Restauración de la iglesia de Kakskerta, Turku (1938-40)
- Capilla de la Resurrección, Turku (1938-1941)
- Central eléctrica de Harjavalta (1939)
- Restauración del castillo de Turku (1939-55)
- Residencia de estudiantes Kåren Turku (1945-1950)
- Villa Staffans, Kakskerta (1945-1946)
- Hospital Western Uusimaa, Tammisaari (1947-52)
- Villa Nuuttila, Kuusisto (1947-53)
- Hospital de los municipios del archipiélago de Turunmaa, Turku (1948-54)
- Escuela primaria de Parainen (1950-55)
- Capilla del cementerio de Honkanummi, Vantaa (1952-55)
- Capilla del cementerio de Lohja, Lohja (1952-56)
- Capilla del cementerio de Lappeenranta, Lappeenranta (1955-56)